# GO!ヒロミ44'
GO!ヒロミ44'（ゴーヒロミフォーティーフォー、1968年1月5日 - ）は日本のお笑い芸人。かつては浅井企画に所属していたが、フリーで活動中。広島県出身。日本文理大学中退。本名：古手川利公。

## デビュー
1990年代前半にオーディション番組にて芸人デビュー。芸名を吉川浩二、山口百恵、郷ひろみなどと変え、テレビ朝日のスタッフに「GO!ヒロミ」と名付けられる。ラジオ番組に出演する際にGO!ヒロミではリスナーに「郷ひろみ」が出演していると勘違いされることから、「GO!ヒロミ44'」と改名。

## 芸風
デビュー当時は主に風俗店やソープ嬢に扮して下ネタを扱ったコントを披露していた。後に『よいこっち』などでたびたびテレビ出演をしていた時代は全裸で頭にタイツだけを身につけ、エッチなポエムを読み上げるなど芸風が過激化。2000年にGO!ヒロミ44'として活動を再スタートしてからは自らを「この国の指導者」と名乗り、観客に説教をする漫談を始める（この時期にはほとんどメディア出演はなくなっていた）。2004年頃から芸風を新たに変え、プロレスラー風のマスクを着用し、ギターを片手に芸能人の暴露を歌にする芸風にたどり着く。

## 主な活動
1990年代は『よいこっち』や『GAHAHA王国』や『Mars TV』といったテレビ番組に出演をするも、差別ネタや宗教ネタといった反社会的な芸風が祟ってか現在のメディア出演はほとんどない。2000年頃から連載をいくつか始めるも全て成人向け雑誌の小さなワンコーナー（本人いわく虫メガネがないと見えない）。2003年頃まではスカパー!で冠番組を持っていた。2009年5月には機能脳科学者苫米地英人の『バーチャルドクター苫米地ワークスDVDシリーズ恋愛護身術DVD』に出演。またネットラジオではほぼ毎週1回のペースで自宅アパートから発信を続けた。
現在はライブ活動の傍ら、Twitterで「私は良く言うんです」もしくは「とにかくこれだけは言えます」で始まる漫談調のツイートを1日数回行っている。

## 主な出演番組
- よいこっち（フジテレビ）
- GAHAHAキング 爆笑王決定戦（テレビ朝日）
- GAHAHA王国（テレビ朝日）
- ここにシャチありっ‼︎（中京テレビ）
- Mars TV（フジテレビ）
- ダウンタウンのごっつええ感じ（フジテレビ）-  「紅白若手リアクション選手権」に出演